# Acraea cerasa
Acraea cerasa là một loài bướm ngày thuộc họ Nymphalidae. Nó được tìm thấy ở hầu hết tây nam Châu Phi.
Sải cánh dài 32–38 mm đối với con đực và 37–45 mm đối với con cái. Con trưởng thành bay quanh năm, nhiều nhất vào từ tháng 10 đến tháng 4. It is very scarce in dry months.
Ấu trùng ăn Rawsonia lucida và Drypetes gerrardii.

## Phụ loài
- Acraea cerasa cerasa (KwaZulu-Natal to Kenya phía đông of Rift Valley)
- Acraea cerasa cerita Sharpe, 1906 Uganda và possibly tây bắc Tanzania và miền đông Zaire)
- Acraea cerasa kiellandi Carcasson, 1964 (the highlands phía tây of Lake Tanganyika)
- Acraea cerasa unimaculata Grose-Smith, 1898 (the highlands phía tây của Rift Valley in Kenya)